# Elecciones estatales de Oaxaca de 2004
Las elecciones estatales de Oaxaca de 2004 se llevaron a cabo el domingo 1 de agosto de 2004, y en ellas se renovaron los siguientes cargos de elección popular en el estado mexicano de Oaxaca:
- Gobernador de Oaxaca. Titular del Poder Ejecutivo del estado, electo para un periodo de seis años no reelegibles en ningún caso, el candidato electo fue Ulises Ruiz Ortiz.
- 152 ayuntamientos. Regidos por el sistema de partidos, de un total de 570 (los restantes se rigen por usos y costumbres) compuestos por un Presidente Municipal y regidores, electos para un periodo de tres años no reelegibles para el periodo inmediato.
- 41 diputados del Congreso del Estado. 25 electos por mayoría relativa y 16 designados mediante representación proporcional para integrar la LIX Legislatura

## Resultados electorales

### Congreso del Estado
|  | 47.74 % |

|  | 42.74 % |

|  | 5.02 % |

|  | 4.48 % |

|  | 100 % |

### Ayuntamientos
|  | 41.89 % |

|  | 27.11 % |

|  | 14.98 % |

|  | 5.94 % |

|  | 5.27 % |

|  | 2.08 % |

|  | 1.03 % |

|  | 98.33 % |

|  | 1.67 % |